# Chabin (Antilles)
 (octobre 2016).
Améliorez-le ou discutez des points à vérifier. 
 (mars 2008).
Si vous disposez d'ouvrages ou d'articles de référence ou si vous connaissez des sites web de qualité traitant du thème abordé ici, merci de compléter l'article en donnant les références utiles à sa vérifiabilité et en les liant à la section « Notes et références ».
Pour les articles homonymes, voir Chabin.
Aux Antilles françaises, on appelle chaben ou chabin (le féminin est chabine), les « individus ayant la peau claire mais des traits semblable à ceux que l’on pourrait retrouver chez un noir foncé de peau (forme du nez, texture du cheveux crépus/grainés), issus de deux parents antillais ou guyanais, et parfois aux yeux et cheveux clairs, des caractéristiques assez rares en raison du caractère récessif des gènes de couleurs européennes des yeux et des cheveux. »
Ils sont les enfants issus de deux parents métissés. 
Il ne faut pas confondre un chaben et un mulâtre, qui lui a, d'une part un parent europoïde (blanc en général), et d'autre part un autre parent de couleur (ou deux parents mulâtres), ce qui en fait un individu de type afro-caribéen ou afro-européen avec la peau claire. 
De plus à noter que le « Chabin » n’est pas un albinos, il n’est pas rare de voir des albinos aux Antilles qui ne sont quant à eux pas des « Chabin » du fait de certaines caractéristiques propre à cette mutation génétique (pupilles rouges, cheveux blonds,malvoyants et très sensible au soleil.

## Étymologie

### Sens original
Le sens originel du mot est celui d'hybride entre un ovin et un caprin, nom vulgaire d'hybrides du bouc et de la brebis. En croisant et recroisant dans un ordre déterminé le bouc et la brebis, on obtient des hybrides appelés chabins qui possèdent 3/8 du sang du père et 5/8 du sang de la mère.
D'autres noms relatifs au monde animal - comme « mulâtre » et « mulâtresse » - furent donnés aux Africains déportés, issus de différents métissages, par les esclavagistes.

### Usages
Ce mot est répertorié par les dictionnaires de langue créole mentionnant le lexique antillais, comme le Dictionnaire créole - français de Ludwig, Montbrand, Poullet, et Telchid. L'orthographe de ce terme est tantôt chabin/chabine en français, tantôt chaben/chabin en créole. Le dictionnaire de Poullet fournit comme exemple « Un nègre à la peau claire et aux cheveux crépus blonds ».
Michel Leiris propose en 1955 la définition de chabin comme celle "d'individus qui semblent présenter, au lieu d'un amalgame, une combinaison paradoxale de traits".
Le terme « chabin » est employé dans le jeu de mots créole chaben chapé, qui sous-entend que le chaben a, de par sa couleur claire, échappé à la condition sociale du « noir ». Ce jeu de mots a une connotation raciste, courante à l'époque de l'esclavage et des colonies. 